# Julia Migenes

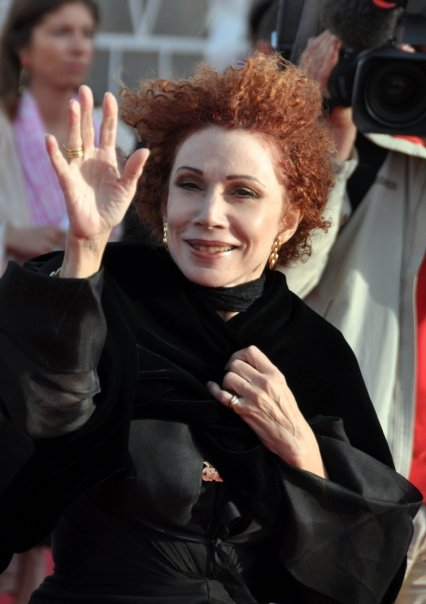
Julia Migenes (2009)

Julia Migenes (* 13. März 1943 in New York) ist eine US-amerikanische Opernsängerin (Sopran) und Schauspielerin.

## Leben
Migenes ist puerto-ricanischer Abstammung mütterlicherseits und griechischer Abstammung väterlicherseits. Migenes hat nach eigenen Angaben überdies irische Wurzeln. Der Name „Migenes“ habe seinen Ursprung im irischen Namen McGuinness. Sie begann ihre Karriere mit kleinen Rollen am Broadway in den 1960er Jahren in den Musicals Carnival! und West Side Story. Mit der Rolle von Tevjes Tochter Hodel in Fiddler on the Roof gelang ihr der Durchbruch. Ihren größten Erfolg hatte sie als Carmen in der gleichnamigen Verfilmung der Oper von Georges Bizet an der Seite von Plácido Domingo in den 1980er-Jahren. Regie führte der italienische Regisseur Francesco Rosi. Im Jahr 1970 wurde Migenes mit dem Bambi geehrt. Neben ihren zahlreichen Einspielungen im Bereich der Unterhaltungsmusik arbeitete sie auch mit Dirigenten wie Lorin Maazel und Bruno Weil.
Julia Migenes war in dritter Ehe von 1988 bis 2003 mit dem ungarischen Filmregisseur Peter Medak verheiratet und hat aus den vorhergehenden Ehen zwei Kinder. Sie ist seit 1977 bekennendes Mitglied von Scientology.

## Diskografie
- 1964: Fiddler on the Roof
- 1981: Operette
- 1981: Julia Migenes singt
- 1982: Latin Lady
- 1983: Welterfolge
- 1983: A Christmas Concert
- 1983: Recital
- 1984: Carmen
- 1985: In Love
- 1987: (Serie) The Twilight Zone (Folge: Grace Note) als angehende Sängerin
- 1988: Berlin Blues
- 1989: Seven Deadly Sins
- 1989: Live at the Olympia
- 1990: Man of La Mancha (Neuveröffentlichung 1996)
- 1991: La Voix Humaine
- 1991: RAGS
- 1991: Kismet
- 1993: Vienna
- 1995: Smile
- 1995: 100ans de Cinema
- 1998: Lulu
- 1999: Robert Stolz
- 1999: Franz Lehár
- 2000: Infamia, Tangos de Barcelona
- 2003: La Argentina
- 2004: Le Meilleur de Julia
- 2006: Alter Ego
- 2009: Hollywood Divas